# Margareta Zirra
Margareta Zirra (n. 1 ianuarie 1930, București, România) este o balerină română, critic de artă și publicist.

## Biografie
Margareta Zirra a absolvit Academia de Balet Floria Capsali din București ca elevă a lui Anton Romanovski, Oleg Danovski, Elena Penescu-Liciu și Trixi Chekais. A plecat din țară în anul 1976 și a studiat la Sorbona psihologia și medicina mișcării.
S-a relocat în Canada, unde a înființat un studio care îi poartă numele, în Edmonton, și unde s-a ocupat de ameliorarea tehnicii baletului și de tratamentul deteriorărilor profesionale.
A contribuit la realizarea filmului documentar Praful și aurul scenei din anul (2002).
S-a căsătorit cu Guy Pariseau.

## Distincții
- Tribute to women awards, Alberta, 1991
- Ordinul Meritul Cultural în grad de comandor, 2004
- Titlul onorific de societar pentru îndelungata și valoroasa activitate pe scena Teatrului Național de Operetă „Ion Dacian”, 2006[2]